# Ophiomitrella
Ophiomitrella is een geslacht van slangsterren uit de familie Ophiacanthidae.

## Soorten
- Ophiomitrella americana Koehler, 1914
- Ophiomitrella araucana Castillo-Alárcon, 1968
- Ophiomitrella barbara Koehler, 1904
- Ophiomitrella chilensis Mortensen, 1952
- Ophiomitrella clavigera (Ljungman, 1865)
- Ophiomitrella conferta (Koehler, 1922)
- Ophiomitrella cordifera Koehler, 1896
- Ophiomitrella corynephora H.L. Clark, 1923
- Ophiomitrella globifera (Koehler, 1895)
- Ophiomitrella granulosa (Lyman, 1878)
- Ophiomitrella hamata Mortensen, 1933
- Ophiomitrella ingrata Koehler, 1908
- Ophiomitrella laevipellis (Lyman, 1883)
- Ophiomitrella mensa O'Hara & Stöhr, 2006
- Ophiomitrella mutata Koehler, 1904
- Ophiomitrella nudextrema (H.L. Clark, 1939)
- Ophiomitrella parviglobosa O'Hara & Stöhr, 2006
- Ophiomitrella polyacantha (H.L. Clark, 1911)
- Ophiomitrella porrecta Koehler, 1914
- Ophiomitrella sagittata Koehler, 1922
- Ophiomitrella stellifera Matsumoto, 1917
- Ophiomitrella subjecta Koehler, 1922
- Ophiomitrella suspectus (Koehler, 1922)
- Ophiomitrella tenuis (Koehler, 1904)